# Captain Kidd (videogioco)
Captain Kidd, scritto Capt'n Kidd sulla confezione, è un videogioco rompicapo d'azione pubblicato nel 1986 per Amstrad CPC e Commodore 64 dalla Bug-Byte in edizione economica. È un clone dell'arcade Check Man. Il titolo si riferisce al pirata William Kidd, sebbene non ci siano grossi cambiamenti estetici rispetto all'arcade, né ci siano evidenti richiami al tema della pirateria durante il gioco. Secondo le istruzioni, Kidd non sarebbe il protagonista, ma l'invisibile antagonista che ha piazzato le trappole per proteggere il suo tesoro.
Venne annunciata una versione di Captain Kidd per Commodore 16, che però non risulta esistere.
Una riedizione per Commodore 64 della K'soft, forse non autorizzata, è intitolata Fizz o Fizz Bomb.

## Modalità di gioco
Il gioco si svolge su una griglia 15x12 di blocchi, dall'aspetto di cubetti su Commodore 64 e di sferette su Amstrad CPC. Il giocatore può spostare nelle quattro direzioni un personaggio rappresentato dalla sola testa. Man mano che si sposta fa sparire i blocchi sui quali è passato, e dato che può muoversi soltanto sui blocchi, deve fare attenzione a quale percorso fa per non restare isolato.
Il giocatore ha anche la possibilità di far scorrere a destra o sinistra la riga orizzontale sulla quale si trova attualmente, spostando tutti i blocchi e gli eventuali oggetti che si trovano sopra, mentre il personaggio rimane fermo. Questo può servire a uscire da situazioni di incastro, ma rischia anche di avvicinare i pericoli.
Lo scopo è raccogliere una serie di bombe che compaiono una alla volta al posto di un blocco imprecisato; per ciascuna bomba c'è un tempo limite, mostrato da un contatore nell'area informativa sulla destra dello schermo. Raccolta una bomba ne appare un'altra, e per terminare ciascun livello bisogna raccoglierne un certo numero imprecisato.
Alcune caselle sono occupate da simboli di teschio e ossa immobili (a meno che il giocatore faccia scorrere la riga) e devono essere evitate. I nemici mobili sono rappresentati da stivali che si spostano senza inseguire esplicitamente il protagonista, e anch'essi possono passare soltanto sopra i blocchi. Altre caselle sono occupate da bandierine che si possono raccogliere per ricevere bonus di punteggio.
In caso di contatto con teschi o stivali o di esaurimento del tempo di una bomba, si perde una vita.
I livelli non hanno variazioni sostanziali, cambia soltanto il colore dei blocchi e la quantità di elementi pericolosi e di bombe da raccogliere.
Inoltre prima di iniziare la partita si può regolare un livello di difficoltà generale.

## Colonna sonora
Il tema musicale, presente in tutta la partita e disattivabile, è The Entertainer.

## Accoglienza
Captain Kidd appariva già ai suoi tempi molto semplice e con meccaniche datate. Trattandosi di un prodotto a basso costo, alcune riviste lo considerarono comunque di qualità accettabile. Zzap! invece lo valutò molto negativamente (complessivo 32%) anche rispetto alla fascia economica, ritenendolo scadente nell'estetica e ripetitivo per la mancanza di variazioni tra i livelli.